# Carlo Luigi Spegazzini
Carlo Luigi Spegazzini, o Carlos Luis Spegazzini (Bairo, 20 aprile 1858 – La Plata, 1º luglio 1926), è stato un botanico e micologo italiano naturalizzato argentino.

## Biografia
Si è formato in Italia dove ha studiato viticoltura ed enologia presso la Scuola Reale di Conegliano, dove si è specializzato nello studio dei funghi sotto la direzione del noto micologo Pier Andrea Saccardo. Le sue prime pubblicazioni riguardano i funghi parassiti dell'uva tipici dell'Italia settentrionale.
Nel 1879 si è trasferito in America meridionale dove ha condotto studi sui funghi e sulle piante succulente in Brasile, Patagonia e a La Plata, dove sono ancora conservati i documenti originali dei suoi studi e dei suoi archivi.

## Riconoscimenti
In omaggio a Carlo Spegazzini sono state catalogate diverse specie di piante e funghi, tra queste i cactus Rebutia spegazziniana Backeb., 1933 e Gymnocalycium spegazzinii Britton & Rose 1922, e la Mimosa spegazzinii Pirotta, 1887.
Sempre in suo onore è stato battezzato il Ghiacciaio Spegazzini nel parco nazionale Los Glaciares, Santa Cruz; così come la località Carlos Spegazzini, nelle vicinanze di Ezeiza, nella provincia di Buenos Aires è stata così chiamata in suo onore.